# Берестівська сільська рада (Близнюківський район)
Берестівська сільська́ ра́да — адміністративно-територіальна одиниця та орган місцевого самоврядування у Близнюківському районі Харківської області. Адміністративний центр — село Берестове.

## Загальні відомості
- Берестівська сільська рада утворена в 1929 році.
- Територія ради: 69,4 км²
- Населення ради: 776 осіб (станом на 2001 рік)

## Населені пункти
Сільській раді були підпорядковані населені пункти:
- с. Берестове
- с. Новоселівка
- с. Остерське
- с. Преображенівка
- с. Тимофіївка

## Склад ради
Рада складалася з 12 депутатів та голови.
- Голова ради: Коваленко Валерій Іванович
- Секретар ради: Биченко Лідія Павлівна

### Керівний склад попередніх скликань
| Прізвище, ім'я, по батькові | Основні відомості                                                                      | Дата обрання | Дата звільнення |
| --------------------------- | -------------------------------------------------------------------------------------- | ------------ | --------------- |
| Коваленко Валерій Іванович  | Сільський голова, 1959 року народження, освіта вища, член Комуністичної партії України | 26.03.2006   | 31.10.2010      |
| Коваленко Валерій Іванович  | Сільський голова, 1959 року народження, освіта вища, член Комуністичної партії України | 31.10.2010   |                 |

Примітка: таблиця складена за даними сайту Верховної Ради України

### Депутати
За результатами місцевих виборів 2010 року депутатами ради стали:

#### За суб'єктами висування
| Суб'єкт висування                                       | Кількість обраних депутатів | %    |
| ------------------------------------------------------- | --------------------------- | ---- |
| Комуністична партія України                             | 5                           | 41,7 |
| Партія регіонів                                         | 4                           | 33,3 |
| Політична партія Всеукраїнське об'єднання «Батьківщина» | 2                           | 16,7 |
| Самовисування                                           | 1                           | 8,3  |

#### За округами
| № округу                                                | Прізвище, ім'я, по батькові   | Дата визнання обраним | Освіта  | Партійна приналежність                        | Відомості про обраного депутата                                                                                      |
| ------------------------------------------------------- | ----------------------------- | --------------------- | ------- | --------------------------------------------- | --- |
| Комуністична партія України                             |                               |                       |         |                                               | |
| 1                                                       | Аладіна Руслана Миколаївна    | 02.11.2010            | середня | позапартійна                                  | тимчасово не працює                                                                                                  |
| 6                                                       | Фоменко Олена Іванівна        | 02.11.2010            | середня | член Комуністичної партії України             | ПСП імені Леніна, диспетчер                                                                                          |
| 9                                                       | Биченко Лідія Павлівна        | 02.11.2010            | вища    | позапартійна                                  | Берестівська сільська рада, секретар                                                                                 |
| 11                                                      | Приліпко Ірина Володимирівна  | 02.11.2010            | середня | член Комуністичної партії України             | ПСП імені Леніна, завідувачка складом                                                                                |
| 12                                                      | Хурда Анатолій Кузьмич        | 02.11.2010            | середня | позапартійний                                 | ПСП імені Леніна, водій                                                                                              |
| Партія регіонів                                         |                               |                       |         |                                               | |
| 2                                                       | Воронкін Андрій Вікторович    | 29.09.2013            | вища    | член Партії регіонів                          | Департамент у справах молоді та спорту Харківської обласної державної адміністрації, заступник начальника управління |
| 3                                                       | Маліновська Яна Вікторівна    | 02.11.2010            | середня | член Партії регіонів                          | тимчасово не працює                                                                                                  |
| 4                                                       | Маник Ганна Іванівна          | 02.11.2010            | вища    | член Партії регіонів                          | Берестівська загальноосвітня школа I-III ст., директор                                                               |
| 8                                                       | Голуб Інеса Іванівна          | 02.11.2010            | середня | член Партії регіонів                          | Берестівська загальноосвітня школа I-III ст., вчитель                                                                |
| Політична партія Всеукраїнське об'єднання «Батьківщина» |                               |                       |         |                                               | |
| 5                                                       | Гончаров Сергій Анатолійович  | 02.11.2010            | вища    | позапартійний                                 | Берестівська загальноосвітня школа I-III ст., вчитель                                                                |
| 10                                                      | Чуприна Андрій Якович         | 02.11.2010            | середня | член Всеукраїнського об'єднання «Батьківщина» | тимчасово не працює                                                                                                  |
| Самовисування                                           |                               |                       |         |                                               | |
| 7                                                       | Онацький Олександр Вікторович | 02.11.2010            | вища    | позапартійний                                 | ПСП іменіЛеніна, головний агроном                                                                                    |